# الكنيسة اليابانية الأرثوذكسية
الكنيسة اليابانية الأرثوذكسية (اليابانية: 日本ハリストス正教会)، هي كنيسة أرثوذكسية شرقية شبه مستقلة تتبع بطريركية موسكو، والتي ترجع إليها المصادقة على انتخاب ميتروبوليت طوكيو. وقد أنشأت هذه الكنيسة بفضل جهود المبشر نيكولاي كاساتكين (1836 – 1912) والذي أصبح أول رئيس أساقفة أرثوذكسي على اليابان، وكان قد وصل لليابان عام 1861 بصفة كاهن للقنصلية الروسية.
منذ بداية الحملات التبشيرية الأرثوذكسية في اليابان عام 1872، لم تعتمد الكنيسة اليابانية الأرثوذكسية على المبشرين فقط، بل عملت على إعداد وتدريب كادر من الكهنة المحليين في معهد لاهوتي في طوكيو لرعاية وخدمة أتباعها. مكنت هذه الشخصية الفريدة التي تمتع بها اليابانيون الأرثوذكس من الحفاظ على وجودهم خلال كل المآزق والأزمات السياسية والعزلة التي مرت بها بلادهم، مثل الحرب الروسية اليابانية والحربان العالميتان.
بين عامي 1945 و1970 كانت الكنيسة اليابانية الأرثوذكسية تحت وصاية الكنيسة الأرثوذكسية في أمريكا، وفي عام 1970 أصبحت كنيسة شبه مستقلة عن البطريركية الروسية لتدير شؤونها الخاصة.
الكنيسة الأرثوذكسية الرئيسية في طوكيو هي كاتدرائية نيكولاي نسبة لمؤسس الكنيسة نيكولاي كاساتكين، وتعتبر هذه الكاتدرائية من أكبر الأبنية الدينية في العاصمة اليابانية.
يتبع الكنيسة حوالي 30.000 فرد لهم أسقفيات في طوكيو، كيوتو وسندائي. يرأسها منذ 1999 المطران دانيال نوشيرو (Daniel Nushiro).

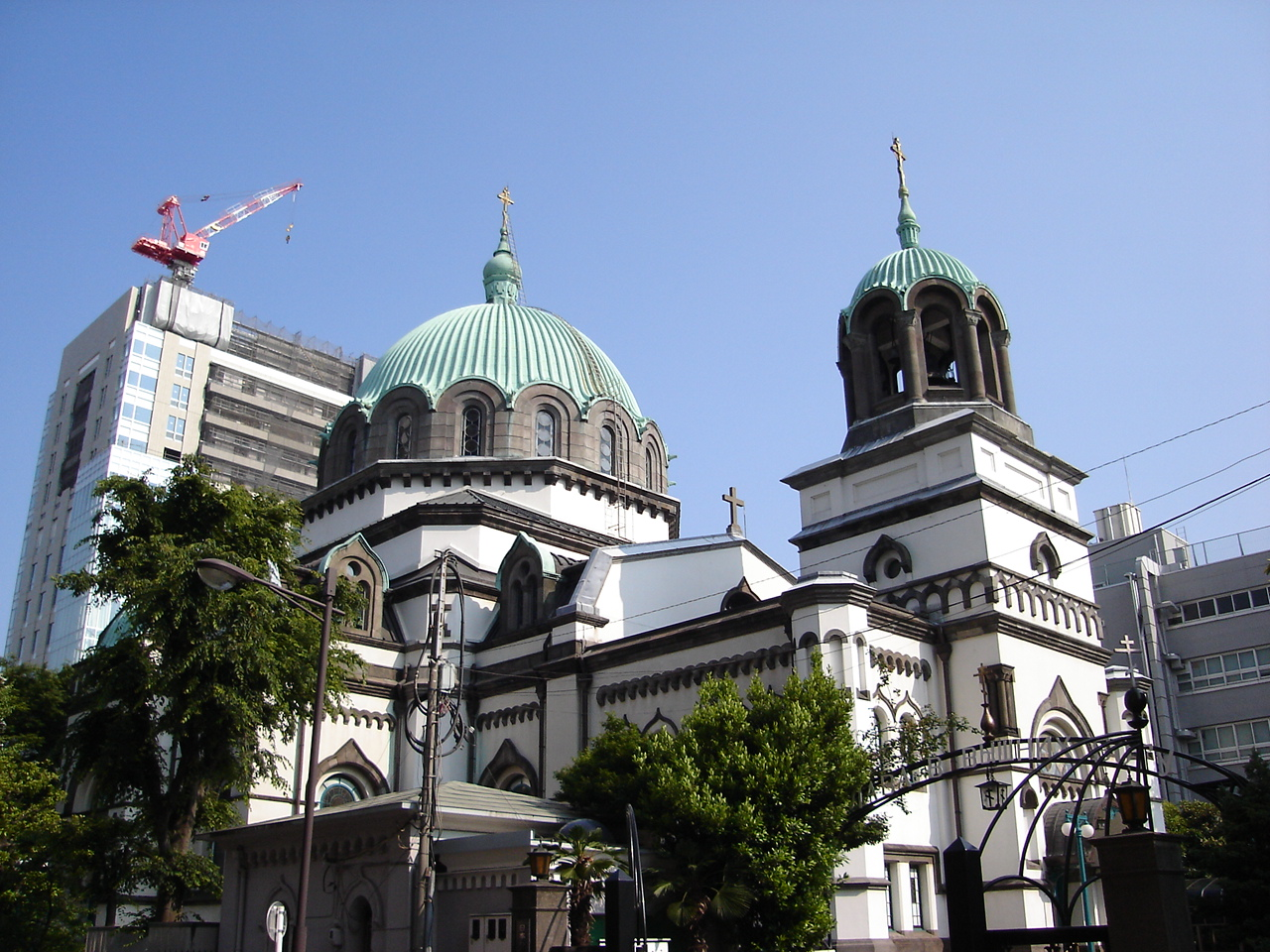
كاتدرائية القديس نيكولاي في طوكيو

## وصلات خارجية
- الموقع الرسمي للكنيسة اليابانية الأرثوذكسية
- الموسوعة البريطانية
- كنيسة أنطاكية مدينة الله العظمى